# Legacies
Legacies là một bộ phim truyền hình giả tưởng của Mỹ, được tạo ra bởi Julie Plec, được công chiếu trên The CW vào ngày 25 tháng 10 năm 2018. Đây là phần tiếp theo của The Originals và có các nhân vật từ cả hai bộ phim và tiền thân của nó, The Vampire Diaries. Danielle Rose Russell đóng vai Hope Mikaelson, 17 tuổi, tiếp tục vai diễn mà cô bắt nguồn từ mùa thứ năm và cuối cùng của The Originals. Matt Davis cũng nổi bật trong loạt phim, lặp lại vai trò Alaric Saltzman từ The Vampire Diaries. Vào tháng 1 năm 2019, CW đã gia hạn loạt phim cho mùa thứ hai được công chiếu vào ngày 10 tháng 10 năm 2019. Vào tháng 1 năm 2020, CW đã làm mới loạt phim này cho mùa thứ ba, dự kiến ra mắt vào tháng 1 năm 2021.

## Tiền đề
Legacies theo sau Hope Mikaelson, con gái của Klaus Mikaelson và Hayley Marshall, người có nguồn gốc từ một số dòng máu ma cà rồng, người sói và phù thủy mạnh nhất. Hai năm sau sự kiện của The Originals, Hope, 17 tuổi, theo học trường Salvatore dành cho giới trẻ và năng khiếu. Trường học cung cấp một thiên đường nơi sinh vật siêu nhiên có thể học cách kiểm soát khả năng và xung lực của họ.

## Diễn viên

### Diễn viên chính
- Danielle Rose Russell vai Hope Mikaelson
- Aria Shahghasemi vai Landon Kirby
- Kaylee Bryant vai Josie Saltzman
- Jenny Boyd vai Lizzie Saltzman
- Quincy Fouse vai Milton "MG" Greasley
- Matt Davis vai Alaric Saltzman